# Рене Госини
Рене Госини (фр. René Goscinny; Париз, 14. август 1926 — Париз, 5. новембар 1977) – у стрип-публицистици на бившем југословенском простору Гошини – француски је стрип аутор и сценариста, који је створио серијал стрипова Астерикс заједно са Албером Удерзом. Такође је аутор стрипова Изногуд уз Жана Табарија и Талични Том са цртачем Морисом.

## Кратка биографија
Рене се родио у Паризу 1926. године, као дете Јеврејских досељеника из Пољске.. Родитељи му 1928. селе у Аргентину, те је младост провео у Буенос Ајресу, где је школовање завршио на француском језику. Рано почиње да црта, прве послове добија у илустраторској струци. Касније (од 1945.) је живео кратко у САД. У француску одлази 1947. али само да одслужи војску, у Њујорк се враћа следеће године, где се такође бави илустровањем књига. Убрзо и сам почиње са писањем истих, за дечији узраст – деца остају његова циљна група за живот.
Прелом у каријери доживљава када среће два цртача стрипа, Жозефа Жилена и Мориса де Бевера, сународнике французе на посети у Америци. Од тада, читав живот посвећује стрипу.

## Стрип-каријера
Један је од најважнијих представника Француско-белгијске школе стрипа (фр. "bande dessinée"), који је највећу славу постигао са Астериксом, преведеном на готово све језике и штампаном у преко 30 земаљама света. Када је стрип доживео неочекивану популарност, Рене се одлучио да о њему сними и први целовечерњи анимирани филм (1967).
Осим на Астериксу, радио је и на стрипу Мали Никола (Le Petit Nicolas) цртача Семпеа, на стрипу Умпах-Пах (1958) са Удерзом, на стрип остварењу Les Dingodossiers (1959) у сарадњи са Готлибом, и многим другима.
Умро је на врхунцу своје стваралачке каријере, са тек навршених 51. година.